# Hockey su prato ai Giochi della XXIII Olimpiade
Le gare di hockey su prato alle olimpiadi estive del 1984 si sono svolte a Los Angeles negli Stati Uniti d'America.

## Formula
Nel torneo maschile hanno gareggiato 12 squadre, inizialmente inserite in due gironi composti da 6 squadre ciascuno in cui ogni squadra affrontava le altre appartenenti allo stesso girone. Le prime due di ogni gruppo sono passate alle semifinali del torneo, in cui le perdenti hanno giocato la finale 3º-4º posto che ha assegnato la medaglia di bronzo, mentre le vincenti si sono qualificate alla finale del torneo che ha assegnato la medaglia d'oro e la medaglia d'argento.
Nel torneo femminile hanno gareggiato 6 squadre in un unico girone e la classifica finale del girone ha assegnato le medaglie.

## Squadre partecipanti

### Uomini
Girone A
- Australia
- Germania Ovest
- India
- Spagna
- Malaysia
- Stati Uniti

Girone B
- Regno Unito
- Pakistan
- Paesi Bassi
- Nuova Zelanda
- Kenya
- Canada

### Donne
Girone A
- Australia
- Canada
- Germania Ovest
- Paesi Bassi
- Nuova Zelanda
- Stati Uniti

## Calendario
| Uomini | 1°T | 1°T | 1°T | 1°T | 1°T | 1°T | 1°T | 1°T | 1°T | 1°T | 1°T | 1°T | 1°T | Finale | 1 |
| Donne  |     |     | 1°T | 1°T | 1°T | 1°T | 1°T | 1°T | 1°T | 1°T |     | 1°T | 1°T |        | 1 |
| Totale |     |     |     |     |     |     |     |     |     |     |     |     |     | 1      | 2 |

|  | Qualificazioni |  | FINALI |

## Podi
| Evento                     | Oro | Argento | Bronzo |
| Torneo maschile (dettagli) | Pakistan Syed Ghulam Moinuddin Qasim Zia Nasir Ali Abdul Rashid Al-Hasan Ayaz Mahmood Naeem Akhtar Kaleemullah Khan Manzoor Hussain Hassan Sardar Hanif Khan Khalid Hamid Shahid Ali Khan Tauqeer Dar Ishtiaq Ahmed Saleem Sherwani Mushtaq Ahmad All: Khawaja Zaka-ud-Din | Germania Ovest Christian Bassemir Stefan Blöcher Dirk Brinkmann Heiner Dopp Carsten Fischer Tobias Frank Volker Fried Thomas Gunst Horst-Ulrich Hänel Karl-Joachim Hürter Andreas Keller Reinhard Krull Michael Peter Thomas Reck Ekkhard Schmidt-Opper Markku Slawyk | Gran Bretagna Paul Barber Stephen Batchelor Kulbir Bhaura Robert Cattrall Richard Dodds James Duthie Norman Hughes Sean Kerly Richard Leman Stephen Martin Billy McConnell Veryan Pappin Jon Potter Mark Precious Ian Taylor David Westcott |

| Evento                      | Oro | Argento | Bronzo |
| Torneo femminile (dettagli) | Paesi Bassi Carina Benninga Fieke Boekhorst Marjolein Eijsvogel Det de Beus Irene Hendriks Elsemiek Hillen Sandra Le Poole Anneloes Nieuwenhuizen Martine Ohr Alette Pos Lisette Sevens Marieke van Doorn Aletta van Manen Sophie von Weiler Laurien Willemse Margriet Zegers | Germania Ovest Gabriele Appel Dagmar Breiken Beate Deininger Elke Drüll Birgit Hagen Birgit Hahn Martina Koch Sigrid Landgraf Corinna Lingnau Christina Moser Patricia Ott Hella Roth Gabriela Schley Susanne Schmid Ursula Thielemann Andrea Weiermann-Lietz | Stati Uniti Beth Anders Beth Beglin Regina Buggy Gwen Cheeseman Sheryl Johnson Christine Larson-Mason Kathleen McGahey Anita Miller Leslie Milne Charlene Morett Diane Moyer Marcella Place Karen Shelton Brenda Stauffer Julie Staver Judy Strong |

## Medagliere per nazioni
| Pos.   | Nazione        | Oro | Argento | Bronzo | Totale |
| ------ | -------------- | --- | ------- | ------ | ------ |
| 1      | Pakistan       | 1   | 0       | 0      | 1      |
| 1      | Paesi Bassi    | 1   | 0       | 0      | 1      |
| 3      | Germania Ovest | 0   | 2       | 0      | 2      |
| 4      | Regno Unito    | 0   | 0       | 1      | 1      |
| 4      | Stati Uniti    | 0   | 0       | 1      | 1      |
| Totale | Totale         | 2   | 2       | 2      | 6      |